# Возвишенський сільський округ (Магжана Жумабаєва район)
Возви́шенський сільський округ (каз. Возвышен ауылдық округі, рос. Возвышенский сельский округ) — адміністративна одиниця у складі району Магжана Жумабаєва Північноказахстанської області Казахстану. Адміністративний центр — село Возвишенка.
Населення — 2228 осіб (2021; 3184 у 2009, 4946 у 1999, 6690 у 1989).
Станом на 1989 рік існували Александровська сільська рада (села Александровка, Альва, Григор'євка) та Возвишенська сільська рада (села Возвишенка, Ізобільне, Мала Возвишенка) колишнього Возвишенського району. 21 червня 2019 року до складу сільського округу була включена територія ліквідованого Александровського сільського округу (290,03 км²). Села Алуа та Ізобільне було ліквідовано 2024 року.

## Склад
До складу округу входять такі населені пункти:
| Населений пункт       | Старі назви | Населення, осіб (1989) | Населення, осіб (1999) | Населення, осіб (2009) | Населення, осіб (2021) |
| --------------------- | ----------- | ---------------------- | ---------------------- | ---------------------- | ---------------------- |
| Александровка, село   | -           | 835                    | 704                    | 455                    | 251                    |
| Алуа, село            | Альва       | 327                    | 214                    | 146                    | 18                     |
| Возвишенка, село      | -           | 4479                   | 3430                   | 2407                   | 1932                   |
| Григор'євка, село     | -           | 231                    | 111                    | -                      | -                      |
| Ізобільне, село       | -           | 521                    | 357                    | 82                     | 8                      |
| Мала Возвишенка, село | -           | 297                    | 241                    | 94                     | 19                     |